# طواف يوتا 2010
طواف يوتا 2010 هو سباق دراجات هوائية أقيم بتاريخ 2010، تكون السباق من 6 مراحل، استغرق السباق 12 ساعة 39 دقيقة 40 ثانية. فاز به الأمريكي ليفي ليفيمير.

## الترتيب
| م                     | الدرّاج       | البلد            | الزمن                     |
| --------------------- | ------------ | ---------------- | ------------------------- |
| الفائز بالترتيب العام | ليفي ليفيمير | الولايات المتحدة | 12 ساعة 39 دقيقة 40 ثانية |